# Shahrestān-e Lāmerd
Shahrestān-e Lāmerd (persiska: شهرستان لامرد, لامرد) är en delprovins (shahrestan) i Iran.   Den ligger i provinsen Fars, i den södra delen av landet, 900 km söder om huvudstaden Teheran.
Delprovinsen hade 91 782 invånare 2016.